# Fejervarya murthii
Fejervarya murthii е вид жаба от семейство Dicroglossidae. Видът е критично застрашен от изчезване.

## Разпространение
Разпространен е в Индия.